# 费阿斯
费阿斯（法語：Féas，法語發音：[feas]）是法国大西洋比利牛斯省的一个旧市镇，属于奥洛龙-圣玛丽区。2017年1月1日，费阿斯与市镇昂斯合并为新市镇昂斯-费阿斯，费阿斯为新市镇行政中心。

## 地名
该地名“Féas”发音为[feas]，末尾字母“s”发音，《世界地名翻译大辞典》与《世界地名译名词典》将其误译作“费阿”。

## 地理
费阿斯（43°9'23"N, 0°41'20"W）面积13.71 平方千米，位于法国新阿基坦大区大西洋比利牛斯省，该省份为法国东南部省份，涵盖了贝阿恩与北巴斯克，西临大西洋比斯開灣，北至朗德省，东北接热尔省，东临上比利牛斯省，南与西班牙接壤。
与费阿斯接壤的市镇（或旧市镇、城区）包括：昂斯、埃斯基乌勒、奥洛龙-圣玛丽。
费阿斯的时区为UTC+01:00、UTC+02:00（夏令时）。

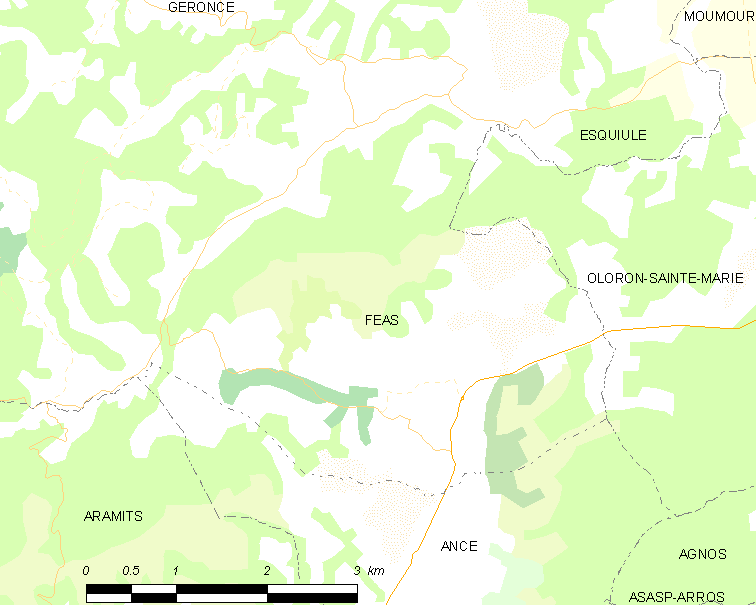
费阿斯的OSM定位图

## 行政
费阿斯的邮政编码为64570，INSEE市镇编码为64225。

## 政治
费阿斯所属的省级选区为奥洛龙-圣玛丽第一县。

## 人口

1962-2008年间费阿斯人口变化图示

费阿斯于2018年1月1日时的人口数量为386人。